# Председатель Европейского совета
Председатель Европейского совета или Президент Европейского совета — один из высших чиновников Европейского союза, председательствующий на заседаниях Европейского совета, главный представитель ЕС на международной арене. Действующий председатель — Антониу Кошта.

## Перевод названия должности на русский язык
В английском, а также в романских языках слово President (Presidente, président) может означать как президента, так и председателя. На русский язык должность обычно переводится как Председатель Европейского совета, по аналогии с Председателем Европейской комиссии (англ. President of the European Commission) и Председателем Европейского парламента (англ. President of the European Parliament). Существует также вариант Президент Европейского совета. Также иногда используется, но является неверным термин Президент Европейского союза, поскольку такая должность на самом деле не существует. На языках большинства славянских государств-членов Европейского союза — в официальном названии должности используются слова, однокоренные русскому слову «Председатель»: чеш. Předseda, словац. Predseda, словен. Predsednik, хорв. Predsjednik (исключение составляет пол. Przewodniczący).

## История
С 1975 по 2009 год позиция главы Европейского совета была неофициальной, её автоматически занимал на полгода глава государства или правительства страны, председательствовавшей в совете. Согласно Лиссабонскому договору Европейский совет избирает своего председателя квалифицированным большинством сроком на два с половиной года с возможностью повторного переизбрания ещё на один срок. В случае необходимости Европейский совет может сместить председателя, для этого также требуется квалифицированное большинство.
19 ноября 2009 года на Европейском совете первым его председателем был избран бельгиец Херман Ван Ромпёй. Ван Ромпёй вступил в должность 1 декабря 2009 года, когда в силу вступил Лиссабонский договор. Его первый срок закончился 31 мая 2012 года. 1 марта 2012 года Херман Ван Ромпей был единогласно переизбран на второй срок с 1 июня 2012 года по 30 ноября 2014-го.
1 декабря 2014 года в должность вступил Дональд Туск, бывший премьер-министр Польши. В 2017 году был переизбран на второй срок, заканчивающийся 1 декабря 2019 года.
2 июля 2019 года на саммите в Брюсселе лидеры 28 стран ЕС избрали Шарля Мишеля президентом Европейского совета. Шарль Мишель приступил к своим обязанностям 1 декабря 2019 года на следующие 2,5 года.

## Обязанности
Согласно статье 15.6 текущей версии Договора о Европейском союзе в обязанности председателя Европейского совета входит:
- председательствовать в совете и направлять его работу;
- обеспечивать подготовку и преемственность работы совета в сотрудничестве с председателем Европейской комиссии и на основе работы Совета по общим делам (англ. General Affairs Council);
- прилагать усилия для достижения единства и консенсуса в Европейском Совете;
- после каждого собрания Европейского Совета предоставлять отчёт о нём Европейскому парламенту;
- представлять Евросоюз на международной арене без ущерба для роли Верховного представителя Союза по иностранным делам и политике безопасности;

Председатель Европейского совета не может одновременно занимать государственные должности.